# 默文·本内特
默文·本内特（英語：Mervyn Bennett，1944年9月7日—），澳大利亚男子马术运动员。他曾代表澳大利亚参加1976年和1984年夏季奥林匹克运动会马术比赛，其中1976年奥运会获得一枚铜牌。